# حزب البيئة المالي
حزب البيئة المالي (بالفرنسية: Ecologist Party of Mali)، هو حزب الخضر في مالي.